# Philip Henry Savage
Philip Henry Savage (ur. 11 lutego 1868, zm. 4 czerwca 1899) – amerykański poeta. 

## Życiorys
Urodził się 11 lutego 1868 w miejscowości North Brookfield w stanie Massachusetts. Jego rodzicami byli unitariański pastor Minot Judson Savage i Ella A. Dodge. Rodzina kilkakrotnie się przeprowadzała, najpierw do Framingham, potem do Chicago, wreszcie do Bostonu. Philip ukończył English High School of Boston (1885). Przez pewien czas pracował w firmie skórzarsko-szewskiej. W wieku 21 lat zdecydował się na dalszą edukację. Studiował na Uniwersytecie Harvarda i w 1896 uzyskał stopień magistra. Na uczelni zaprzyjaźnił się z Williamem Vaughnem Moody’m. W 1895 wydał pierwszy tomik, First Poems & Fragments, a w 1898 drugi zbiorek, zatytułowany Poems. Przez rok był słuchaczem Harvard Divinity School. Nie skorzystał z możliwości pracy w Massachusetts Institute of Technology, ale został bibliotekarzem w Boston Public Library. Zmarł po krótkiej i ciężkiej chorobie w Massachusetts General Hospital w Bostonie 4 czerwca 1899, w wieku 31 lat. Jego dzieła w tomie The Poems of Philip Henry Savage zebrał jego przyjaciel Daniel Gregory Mason. Poeta pisał między innymi sonety. Układał też epigramaty: 
Spinoza polished glasses clear
To view the heavenly hemisphere;
I verses, that my friend therethrough
My arc of earth may rightly view.